# Aplonobia crassata
Aplonobia crassata är en spindeldjursart som beskrevs av Meyer 1974. Aplonobia crassata ingår i släktet Aplonobia och familjen Tetranychidae. Inga underarter finns listade i Catalogue of Life.